# CAP1
CAP1 (англ. Adenylyl cyclase-associated protein 1) — белок, регулирующий динамику актина. Продукт гена CAP1

## Функция
Белок регулирует динамику актиновых филаментов и участвует в ряде комплексных процессов развития и морфологии, включая локализацию мРНК и установление полярности клетки. Белок экспрессирован практически во всех тканях организма.

## Структура
Ген CAP1 близок по структуре с соответствующим геном CAP из S. cerevisiae, который играет роль в сигнальном пути цАМФ. Белок человека CAP1 взаимодействует с другим CAP1, а также с CAP2 и актином. Белок состоит из 475 аминокислот, молекулярная масса 51,9 кДа. Содержит домен C-CAP (319–453). Альтернативный сплайсинг приводит к образованию 3 изоформ белка.

## Взаимодействия
CAP1 взаимодействует с ACTG1 и CAP2.